# 1848 au Canada
Pour un article plus général, voir Chronologie du Canada.
Cet article traite des événements qui se sont produits durant l'année 1848 au Canada.

## Événements

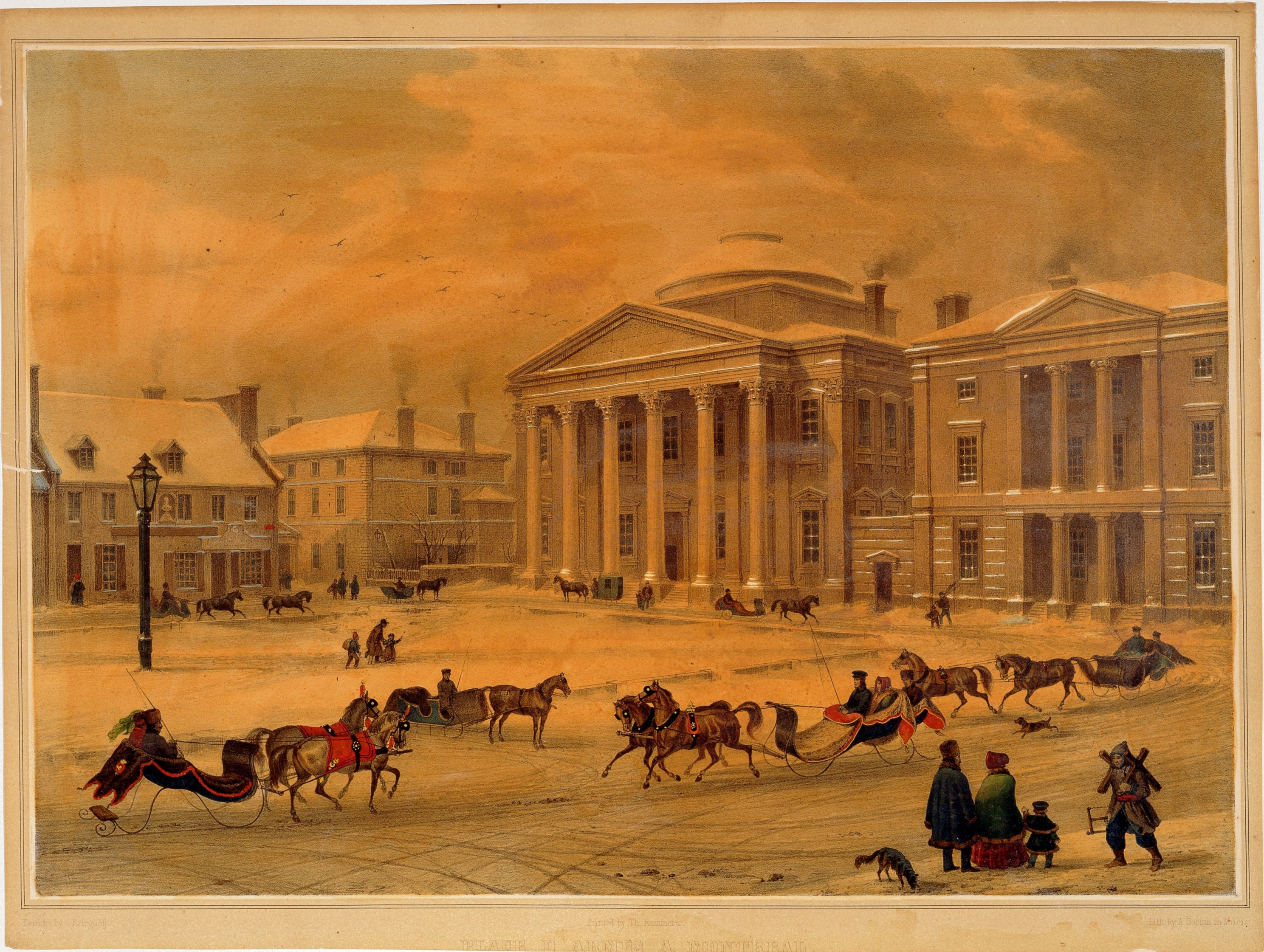
Place d'armes à Montreal avec l'immeuble de la Banque de Montréal

- Janvier-février : la Nouvelle-Écosse est la première colonie britannique à se doter d’un gouvernement responsable.
- 4 mars : les réformateurs Robert Baldwin et Louis-Hippolyte La Fontaine forment le gouvernement du Canada (il prendra fin en 1851). Le ministère Baldwin-Lafontaine amnistie les rebelles de 1837, permet la création d’une université laïque à Toronto, perfectionne l’organisation municipale et judiciaire et élabore une législation ferroviaire.

- Le Royaume-Uni accepte, en principe, l’égalité de deux langues officielles, l’anglais et le français.

### Exploration de l'Arctique
- Les survivants de l'Expédition Franklin tentent désespérément de rejoindre la civilisation en rejoignant le continent vers la Rivière Back. Ils vont tous périr.
- L'amirauté britannique s'inquiète de la disparition de l'Expédition Franklin. Sous la pression exercée par Jane Griffin, épouse de John Franklin, des opérations de secours vont s'organiser.
- James Clark Ross accompagné par Francis Leopold McClintock partent à la recherche de Franklin en passant au nord de l'Île de Baffin. Il est bloqué par les glaces et va hiverner à un lieu appelé Port Leopold.
- John Rae et le naturaliste John Richardson tentent de retrouver sans succès l'expédition Franklin en cherchant le long du littoral entre le Fleuve Mackenzie et la Rivière Coppermine.

## Naissances
- 4 janvier - Trefflé Berthiaume (homme politique) († 2 janvier 1915)
- 11 janvier - Joseph-Israël Tarte (journaliste et homme politique)  († 18 décembre 1907)
- 7 mars - Isidore-Noël Belleau (avocat et homme politique)  († 7 mai 1936)
- 24 mars - Honoré Beaugrand (journaliste) († 7 octobre 1906)
- 18 mai  - Narcisse-Eutrope Dionne (journaliste) († 30 mars 1917)
- 20 mai  - Joseph-Aldéric Ouimet (avocat et homme politique) († 12 mai 1916)
- 18 juillet - Hugh Graham (homme d'affaires) († 28 janvier 1938)
- 2 novembre  - François-Xavier Cloutier (1848-1934) (personnalité religieuse) † 18 septembre 1934)

## Décès
- 16 juin : George Pozer, loyaliste et seigneur (° 21 novembre 1752).
- 1 février : John Neilson, éditeur et imprimeur de  The Quebec Gazette / La Gazette de Québec (° 17 juillet 1776).